# 圣安德烈亚-弗留斯
圣安德烈亚-弗留斯（義大利語：Sant'Andrea Frius）是意大利撒丁大区南撒丁省的一个市镇。总面积36.43平方公里，人口1868人，人口密度51.3人/平方公里（2009年）。ISTAT代码为092061。